# Гней Корнелий Лентул Марцелин
Гней Корнелий Лентул Марцелин (на латински: Gnaeus Cornelius Lentulus Marcellinus; * 90 пр.н.е.;† 48 пр.н.е.) е политик на късната Римска република и баща на Лентул Марцелин (квестор при Юлий Цезар).
Марцелин произлиза от клон Лентули на фамилията Корнелии. Той е син на оратора Публий Корнелий Лентул Марцелин и Корнелия и внук на Марк Клавдий Марцел (претор 73 пр.н.е.), който е осиновен от фамилията Лентул.
Марцелин е женен два пъти. Втората му съпруга е Скрибония, която 40 пр.н.е. става втора съпруга на бъдещия император Октавиан Август.
През 76 пр.н.е. Марцелин е квестор в Испания, от 68 пр.н.е. е народен трибун, от 67 пр.н.е. е легат при Помпей и става патрон на Кирена. През 60 пр.н.е. става претор, а през 59 и 58 пр.н.е. е пропретор в Сирия.
През 56 пр.н.е. е избран за консул заедно с Луций Марций Филип. Марцелин е представител на оптиматите и се опитва да се бори с членовете на първия триумвират Юлий Цезар, Помпей и Марк Лициний Крас. След консулата си се оттегля от политиката.
Марцелин е член на жреческата колегия septemviri epulonum.